# Krauel
Der Krauel ist ein Flurname und eine Siedlung an der heutigen Stromelbe in Hamburg und bildete bis zur Eindeichung zwischen 1314 und 1344 als Insel einen keilförmigen Einschnitt in der Gemarkung Neuengamme. Hier begann mit drei Zuflüssen die Gose Elbe bis zur Abdeichung von der heutigen Stromelbe. Der Krauel wurde vom Besitz her aufgeteilt zwischen dem ab 1420 beiderstädtisch von Hamburg und Lübeck verwalteten und seit 1868 nur zu Hamburg gehörendem West-Krauel (ca. 190 ha) und dem sogenannten holsteinischen Ost-Krauel (ca. 170 ha). Dieser Teil bildet heute die Gemarkung Ost-Krauel und liegt im Stadtteil Kirchwerder. Der West-Krauel liegt in der Gemarkung Neuengamme und im Stadtteil Kirchwerder.

## Geschichte
In einer undatierten Urkunde, die im Hamburgischen Urkundenbuch von 1842 unter dem Jahr 1216 abgedruckt wird, bestätigt Albrecht II. von Weimar-Orlamünde den Bürgern von Hamburg die Befreiung von Ungeldern und Zöllen. Darin taucht erstmals die Ortsbezeichnung „Crowel“ auf und es wird auf dem Krauel eine Zollstelle, der Eislinger Zoll, erwähnt, deren genaue Lage nicht mehr bekannt ist und die im 16. Jahrhundert zum Zollenspieker verlegt wurde.
Das Lehnsgut Ost-Krauel war vom Amt Bergedorf vollkommen umgeben und gehörte nicht zu dem Gebiet der mit Erich III. 1401 ausgestorbenen Herzöge von Bergedorf, sondern war bei deren Teilung bei der Ratzeburger Linie verblieben. Obwohl mit dem Vertrag von Perleberg von 1420 die Vierlande an die Städte Lübeck und Hamburg abgetreten wurden, blieb die Hoheit der beiden Städte über den größten grundherrschaftliche Besitz in den Vierlanden auf den in der Vogtei Riepenburg gelegenen Ost-Krauel lange umstritten.
Die Lauenburger Herzöge hatten wahrscheinlich nach der Eindeichung der Familie von Berge (Berghe) den Ost-Krauel als Lehen gegeben. 1422 hatte Segeband von Berge die beiden Städte in einen erheblichen Streit verwickelt, bei dem der Rat von Lüneburg um Vermittlung gebeten wurde. 1459 berichtet Cord Brekewold, Lübecker Ratsherr und Amtsmann auf der Riepenburg, von Verkaufsabsichten Frederik von Berges, welche an der hohen Forderung von 1.000 Rheinischen Gulden scheiterten. 1460 verfasste Cord Brekewold drei Klageberichte über Frederiks Widerstand gegen den Bau eines Stacks an der Elbe. Im Frühjahr 1462 entstand erheblicher Streit über eine von Frederik veranlasste Ernte von Korn als Zehnten auf dem beiderstädtischen West-Krauel, die Anerkennung des beiderstädtischen Rechts auf dem Ost-Krauel und seine lauenburgische Lehnszugehörigkeit.

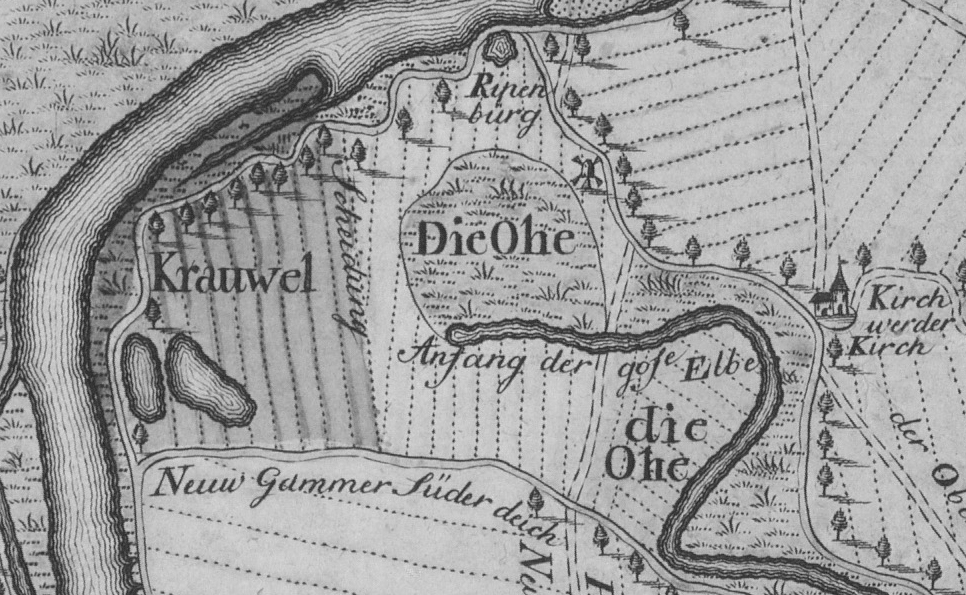
Ausschnitt aus der „Elbkarte Vierlande bis Blankenese“ von Pingeling aus dem Jahre 1773

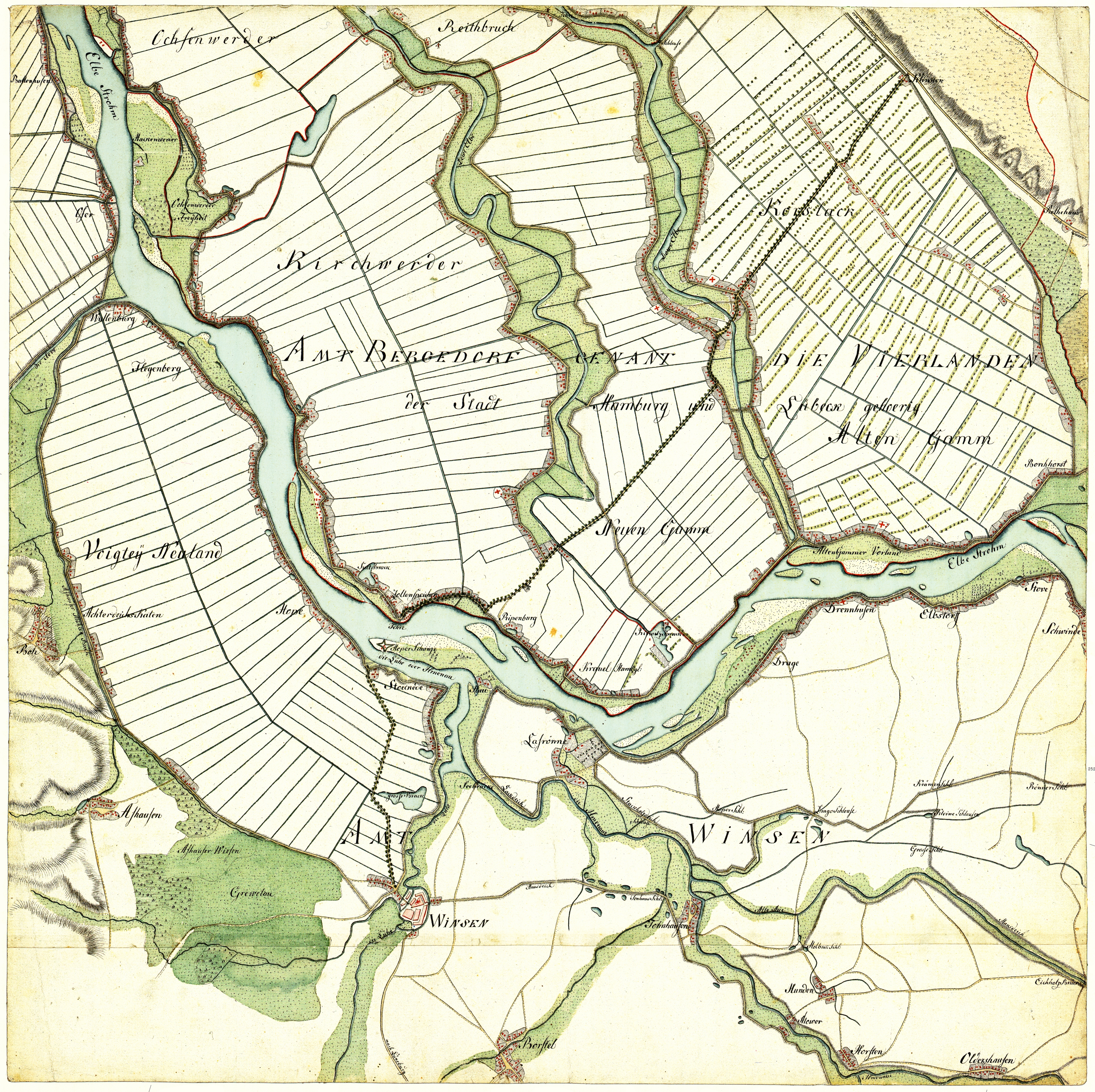
Karte von 1796, Ausschnitt mit Krauel und Zusatzkennzeichnung „Hambgl.“

Um Trinitatis 1462 kam es auf Anregung von Herzog Bernhard II. von Braunschweig-Lüneburg zu einem hochrangigen Treffen im Zollhaus von Zollenspieker. Der Herzog hatte den Teilnehmern aus Lübeck und Hamburg Freies Geleit für die Verhandlungen zugesichert, war aber selbst nicht wie angekündigt gekommen. Teilnehmer waren neben Frederik von Berge, für Lübeck Bürgermeister Johann Westphal und Ratsmann Andreas Geverdes, für Hamburg die Bürgermeister Hinrick Lopow und Detlev Bremer, für Lüneburg die Bürgermeister Albrecht von der Mölen und Hartwig Schomaker sowie der Abt zu St. Michaelis (Lüneburg). Lübeck und Hamburg erkannten in dem Gespräch die Belehnung durch den Herzog nicht an, da dieser nach dem Vertrag von Perleberg von 1420 keine hoheitlichen Rechte am Krauel mehr hätte. Sie gaben Frederik von Berge 14 Tage Bedenkzeit, anderenfalls sollte der Streit vor einem Gericht verhandelt werden. In diesem Stadium blieb die Streitigkeit, die Städte Lübeck und Hamburg schienen kein Interesse an einer weiteren Auseinandersetzung gehabt zu haben.
Eine wohl erst 1572 in den Lübecker Akten aufgenommene Kopie eines Lehnsrevers vom 5. März 1533, eine schriftliche Bestätigung des Lehnsempfangs durch den Lehnsmann, zwischen Diederich von dem Berge und Herzog Magnus I. von Sachsen-Lauenburg ist der erste urkundliche Nachweis. Als Vicke vom Berge am 8. Oktober 1565 auf einer Reise nach Schweden starb, zog Franz I. von Sachsen-Lauenburg das Gut ein, weil Vicke vom Berge das Lehngut verkommen und die Leute mit unrechtmäßigen Lasten beschwert habe. Er hatte sie über die pflichtigen 300 Mark und einen Wispel Hafer hinaus mit Abgaben gedrückt und sie zu einer Verschreibung gezwungen. Zudem soll er leichtfertige und verdächtige Gesellschaft an sich gezogen haben. Mit diesen Leuten soll er auf kleinen Booten die Schiffer auf der Elbe geplündert und von diesen auch nicht erlaubte Strafgelder erhoben haben. Vickes Sohn, Fritz von dem Berge, erhob 1574 einen Reichsprozess gegen den Herzog. Dieser wurde 1665 mit den Erben von Berges verglichen, indem diesen eine Entschädigungssumme von 30.000 Talern zugesagt wurde.
Der Ost-Krauel war während des Rechtsstreits 1571 an Herzog Johann Adolf von Schleswig-Holstein-Gottorf veräußert worden. 1724 und abermals 1750 verpfändete Herzog Friedrich Karl von Schleswig-Holstein-Sonderburg-Plön an Hamburg den Ost-Krauel zusammen mit Reitbrook, Nettelnburg und drei in Billwerder gelegenen Gehöften. Durch den Gottorper Vertrag von 1768 gingen diese Ländereien zusammen mit dem Ost-Krauel endgültig in den Besitz von Hamburg über.
Nach der Aufhebung des beiderstädtischen Amtes Bergedorf durch den Verkauf des halben Lübecker Anteils an Hamburg zum 1. Januar 1868 kam 1874 der West-Krauel zu Neuengamme und damit zur neu gegründeten Landherrenschaft Bergedorf. Am 14. April 1875 wurde der Ost-Krauel von der seit 1830 bestehenden Landherrenschaft der Marschlande in die Landherrenschaft Bergedorf umgegliedert.

## Bahnstrecke

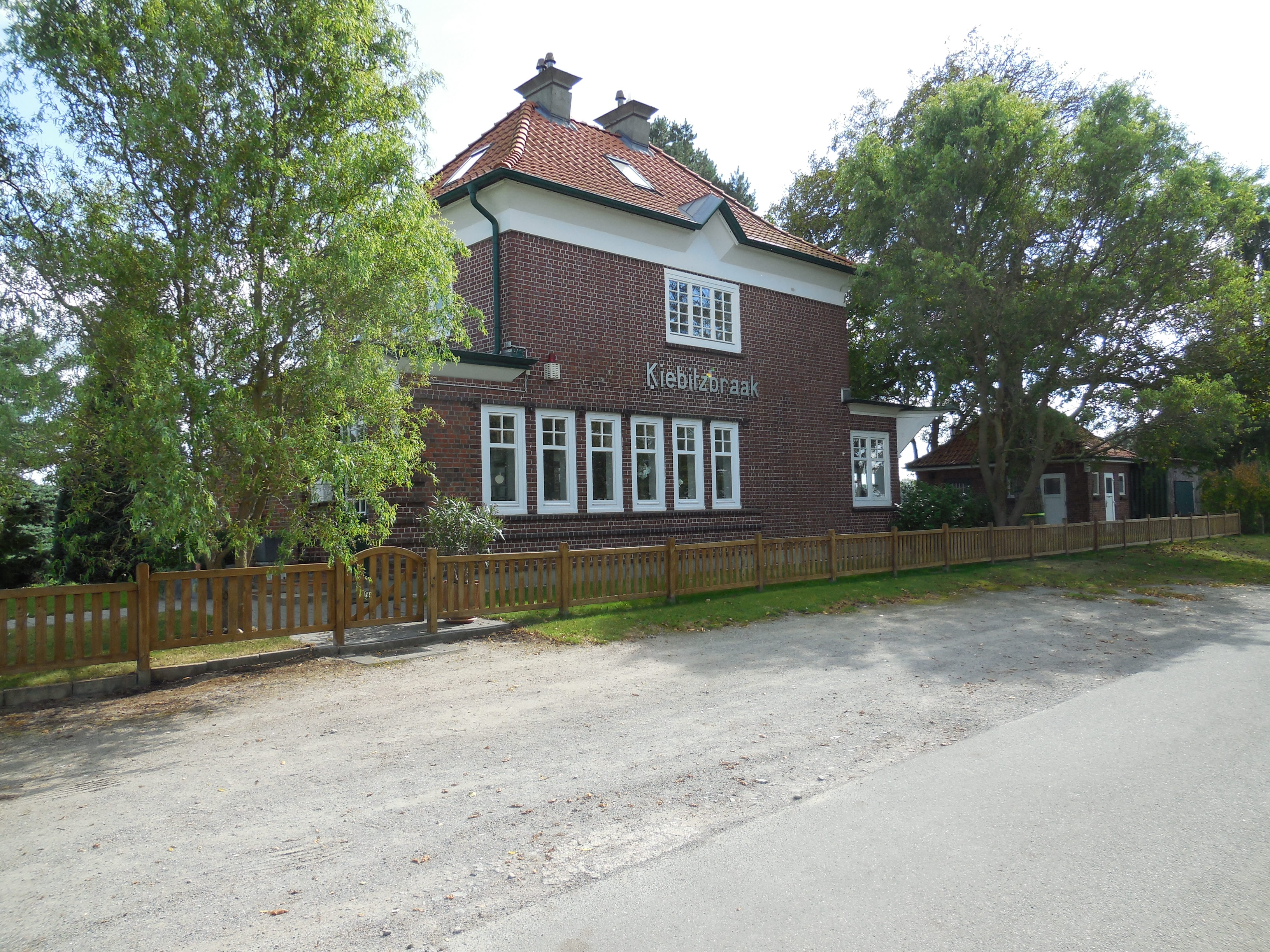
Ehemaliges Bahnhofsgebäude Kiebitzbraak, Zustand 2014

Durch den Krauel führte die 1921 eröffnete und 1951 eingestellte Strecke der Hamburger Marschbahn von Düneberg über Altengamme – Krauel über Zollenspieker nach Fünfhausen und später bis Billbrook. Die Bahnhofsgebäude Krauel (Deichvogt-Peters-Straße) und Kiebitzbraak (Kiebitzdeich 198) sind noch erhalten.

## Deutung des Namens
Der Ort Crovel wird 1216 erstmals erwähnt und tritt 1314 unter der Form Krawel auf, 1422 unter Krouwel. Eine sichere Deutung des Namens ist bisher nicht gelungen. Vermutet wird die Bedeutung als Gabelung eines Flusses oder von krog = Ecke, Winkel, abseits gelegenes Land. Die Ortsbezeichnung Krowel oder Crowel ist auch außerhalb der Vierlande in alten Ortsbezeichnungen bekannt, so an der Trave, in Reinfeld (Holstein) und Hamburg-Wilhelmsburg.

## Schutzgebiete
Im Osten der Gemarkung liegt das Naturschutzgebiet Kiebitzbrack und im Deichvorland das Naturschutzgebiet Zollenspieker. Alle anderen Flächen des Krauels liegen in den Landschaftsschutzgebieten Neuengamme und Ost-Krauel (beide Verordnungen vom 19. April 1977).

## Freiwillige Feuerwehr
Die erste Freiwillige Feuerwehr Hamburgs, die Freiwillige Feuerwehr Krauel, wurde im zweiten Löschdistrikt im Gebiet der Marschlande am 15. Oktober 1877 gegründet.